# Môn phái võ mèo: Huyền thoại một chú chó
Môn phái võ mèo: Huyền thoại một chú chó (tiếng Anh: Paws of Fury: The Legend of Hank) là một bộ phim điện ảnh hoạt họa máy tính thuộc thể loại hài – hành động – võ thuật công chiếu năm 2022 do Mỹ – Anh – Trung Quốc hợp tác sản xuất. Được dựa trên bộ phim hài kịch đen của Mỹ Blazing Saddles ra mắt năm 1974, bộ phim do Rob Minkoff, Chris Bailey và Mark Koetsier làm đạo diễn, với sự tham gia lồng tiếng của các diễn viên gồm Michael Cera, Ricky Gervais, Mel Brooks, George Takei, Aasif Mandvi, Gabriel Iglesias, Djimon Hounsou, Kylie Kuioka, Dương Tử Quỳnh và Samuel L. Jackson.
Ban đầu, phim được lên kế hoạch công chiếu vào năm 2017, nhưng do những nguyên nhân khách quan về chậm tiến độ sản xuất cũng như ảnh hưởng của đại dịch COVID-19, bộ phim mới có buổi ra mắt chính thức tại Los Angeles vào ngày 10 tháng 7 năm 2022. Bộ phim sau đó được công chiếu tại Mỹ từ ngày 15 tháng 7 bởi Paramount Pictures và Nickelodeon Movies, tại Vương quốc Anh từ ngày 22 tháng 7 bởi Sky Cinema, và tại Trung Quốc bởi Hoa Nghị huynh đệ. Bộ phim cũng được lên lịch công chiếu tại Việt Nam từ ngày 1 tháng 9 năm 2022. Sau khi ra mắt, bộ phim chỉ thu về 42,5 triệu USD từ kinh phí sản xuất lên đến 45 triệu USD và đồng thời còn nhận về những lời nhận xét trái chiều từ giới chuyên môn.

## Nội dung
Hank là chú chó đáng yêu có ước mơ trở thành một samurai vĩ đại. Trên con đường đi tìm định mệnh, Hank vô tình lạc vào thị trấn Kakamucho, một thị trấn nơi mèo không có thiện cảm với chó. Cũng vì mong muốn giành được tình cảm của cư dân thị trấn, Hank vô tình mắc vào âm mưu thôn tính thị trấn của tay mèo phản diện Ika Chu. Ika Chu đã lừa Hank giúp hắn đuổi các cư dân mèo khỏi thị trấn. Cùng với những người bạn mới quen, trong đó có cả sư phụ Jimbo và cô bé Emiko, Hank phải tìm cách ngăn chặn âm mưu của Ika Chu và chuộc lại sai lầm của mình.

## Diễn viên
- Michael Cera trong vai Hank
- Ricky Gervais trong vai Ika Chu
- Mel Brooks trong vai Toshi
- George Takei trong vai Ohga
- Aasif Mandvi trong vai Ichiro
- Gabriel Iglesias trong vai Chuck
- Djimon Hounsou trong vai Sumo
- Kylie Kuioka trong vai Emiko
- Dương Tử Quỳnh trong vai Yuki
- Samuel L. Jackson trong vai Jimbo